# Sociedad Internacional para la Música Contemporánea

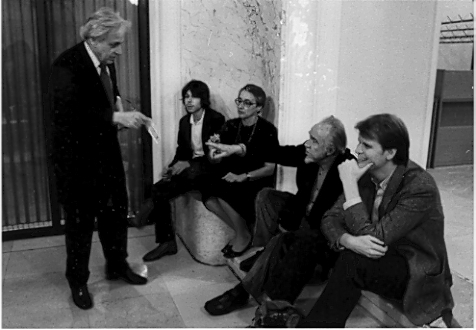
Desde la izquierda: György Ligeti, Lukas Ligeti y Vera Ligeti, Conlon Nancarrow y Michael Daugherty, en Graz, en el ISCM de 1982

La Sociedad Internacional para la Música Contemporánea (ISCM) (en inglés: International Society for Contemporary Music) es una organización musical que promueve la música contemporánea. Fue establecida en Salzburgo en 1922, como Internationale Gesellschaft für Neue Musik (IGNM). que se fijó el objetivo de organizar un festival anual en uno de los 14 países miembros. El primer festival se celebró en Londres en 1923. Tenía 27 países miembros en 1976 y 50 en 2010.  Su principal actividad es el World Music Days Festival, realizado todos los años en un lugar diferente. Se han celebrado ya un total de 86, siendo el más reciente el que tuvo lugar en Vancouver, Canadá en noviembre de 2017.
La filiación de la organización se hace a través de secciones nacionales que promueven la música contemporánea en cada país. Estas secciones son generalmente organizaciones independientes de la ISCM, que envían representantes para la Asamblea General de la ISCM. Cada miembro de la sección nacional también es asociado a la ISCM, donde tiene derecho de enviar seis obras que son evaluadas en el Festival de los Días Mundiales de la Música. 
Las organizaciones nacionales que promueven la música contemporánea, pero que no fueron designadas en la sección de nación de la ISCM, a veces se presentan como miembro asociado. Esto se aplica también a miembros de estas organizaciones. Algunos profesionales individuales van como "miembro honorario". 
La ISCM también publica la World New Music Magazine.

## ISCM World Music Days[3]
- 1923: Salzburgo
- 1924: Praga/Salzburgo
- 1925: Praga/Venedig
- 1926: Zúrich
- 1927: Fráncfort del Meno
- 1928: Siena
- 1929: Ginebra
- 1930: Liège/Brüssel
- 1931: Oxford/Londres
- 1932: Viena
- 1933: Ámsterdam
- 1934: Florencia
- 1935: Praga
- 1936: Barcelona
- 1937: París
- 1938: Londres
- 1939: Warschau/Krakau
- 1941: Nueva York
- 1942: San Francisco
- 1946: Londres
- 1947: Copenhague/Lund
- 1948: Ámsterdam/Scheveningen
- 1949: Palermo/Taormina
- 1950: Bruselas
- 1951: Fráncfort del Meno
- 1952: Salzburgo
- 1953: Oslo
- 1954: Haifa
- 1955: Baden-Baden
- 1956: Estocolmo
- 1957: Zúrich
- 1958: Estrasburgo
- 1959: Rom/Neapel
- 1960: Colonia
- 1961: Viena
- 1962: Londres
- 1963: Ámsterdam
- 1964: Copenhague
- 1965: Madrid
- 1966: Estocolmo
- 1967: Praga
- 1968: Varsovia
- 1969: Hamburgo
- 1970: Basilea
- 1971: Londres
- 1972: Graz
- 1973: Reykjavík
- 1974: Róterdam/Utrecht/Amsterdam/Den Haag/Hilversum
- 1975: París
- 1976: Boston
- 1977: Bonn
- 1978: Estocolmo/Helsinki
- 1979: Atenas
- 1980: Jerusalén/Tel Aviv/Be’er Scheva/Kibbuz Schefajim
- 1981: Bruselas/Gent
- 1982: Graz
- 1983: Århus
- 1984: Toronto/Montreal
- 1985: Países Bajos
- 1986: Budapest
- 1987: Colonia/Bonn/Fráncfort del Meno
- 1988: Hong Kong
- 1989: Ámsterdam
- 1990: Oslo
- 1991: Zúrich
- 1992: Varsovia
- 1993: Ciudad de México
- 1994: Estocolmo
- 1995: Essen/Bochum/Dortmund/Duisburg (Ruhrgebiet)
- 1996: Copenhague
- 1997: Seoul
- 1998: Mánchester
- 1999: Rumania/Moldavia
- 2000: Luxemburgo
- 2001: Yokohama
- 2002: Hong Kong
- 2003: Eslovenia
- 2004: Suiza
- 2005: Zagreb
- 2006: Stuttgart
- 2007: Hong Kong
- 2008: Vilnius
- 2009: Sverige
- 2010: Sídney
- 2011: Zagreb
- 2012: Bélgica
- 2013: Košice/Bratislava/Viena
- 2014: Wroclaw
- 2015: Eslovenia
- 2016: Tongyeong
- 2017: Vancouver
- 2018: Peking
- 2019: Tallin
- 2020: Auckland/Christchurch, pospuesto al 2022
- 2021: Shanghái/Nanning, pospuesto al 2022
- 2022: Shanghái/Nanning y Auckland/Christchurch
- 2023: Johannesburgo/Soweto

## Miembros honorarios[4]
- Louis Andriessen
- Milton Babbitt
- Béla Bartók
- Sten Broman
- Ferruccio Busoni
- John Cage
- Elliott Carter
- Alfredo Casella
- Friedrich Cerha
- Chou Wen-chung
- Edward Clar
- Paul Collaer
- Aaron Copland
- Luigi Dallapiccola
- Edward Dent
- Franz Eckert
- Óscar Esplá
- Manuel de Falla
- Michael Finnissy
- Vinko Globokar
- Sofiya Gubaidúlina
- Alois Hába
- Anton Haefeli
- Ernst Henschel
- Paul Hindemith
- Arthur Honegger
- Klaus Huber
- Sukhi Kang
- Zoltán Kodály
- Charles Koechlin
- Zygmunt Krauze
- Ernst Krenek
- György Kurtág
- André Laporte
- Doming Lam
- György Ligeti
- Witold Lutosławski
- Walter Maas
- Gian Francesco Malipiero
- Yori-Aki Matsudaira
- Arne Mellnäs
- Olivier Messiaen
- Darius Milhaud
- Conlon Nancarrow
- Arne Nordheim
- Per Nørgård
- Vítězslav Novák
- Reinhard Oehlschlägel
- Arvo Pärt
- Krzysztof Penderecki
- Goffredo Petrassi
- Willem Pijper
- Maurice Ravel
- Hans Rosbaud
- Hilding Rosenberg
- Albert Roussel
- Antonio Rubin
- Kaija Saariaho
- Paul Sacher
- Hermann Scherchen
- R. Murray Schafer
- Arnold Schönberg
- Roger Sessions
- Jean Sibelius
- Igor Stravinsky
- Karol Szymanowski
- Toru Takemitsu
- Chris Walraven
- Ralph Vaughan Williams
- Iannis Xenakis
- Isang Yun
- Jōji Yuasa

## ISCM ExCom (Actualizado al 27 de junio de 2020)
- Glenda Keam, Nueva Zelanda (Presidente)
- Frank J. Oteri, New Music USA (Vicepresidente)
- George Kentros, Suecia
- Irina Hasnas, Rumania
- Tomoko Fukui, Japón
- David Pay, Music on Main/Canadá (Tesorero)
- Olga Smetanova, Eslovaquia(Secretario General)

## Miembros del jurado[5]
- Ernest Ansermet (1923, 1924, 1929, 1932, 1936, 1938)
- Béla Bartók (1924)
- Alban Berg (1928, 1931)
- Nadia Boulanger (1932, 1934, 1951)
- Pierre Boulez (1961)
- Elliott Carter (1954, 1960, 1963, 1976)
- Alfredo Casella (1924, 1925, 1928, 1931, 1934)
- Aaron Copland (1942)
- Luigi Dallapiccola (1950, 1953, 1966)
- Franco Donatoni (1971, 1975)
- Henri Dutilleux (1956, 1962, 1967)
- Brian Ferneyhough (1978)
- Luc Ferrari (1972)
- Wolfgang Fortner (1958, 1960, 1969)
- Vinko Globokar (1972)
- Alois Hába (1927, 1932, 1938, 1958, 1961)
- Cristóbal Halffter (1968, 1970, 1975, 1980)
- Roman Haubenstock-Ramati (1980)
- Arthur Honegger (1926)
- Klaus Huber (1965, 1969)
- Jacques Ibert (1930, 1937, 1948)
- Zoltán Kodály (1925)
- Marek Kopelent (1977)
- Ernst Krenek (1934, 1941)
- Rafael Kubelík (1947)
- Helmut Lachenmann (1981)
- Rolf Liebermann (1955, 1957)
- György Ligeti (1966, 1972)
- Witold Lutosławski (1959, 1964, 1966, 1968, 1971)
- Gian Francesco Malipiero (1930, 1933, 1949)
- Olivier Messiaen (1955)
- Darius Milhaud (1938, 1942)
- Maurice Ravel (1929)
- Aribert Reimann (1976)
- Wolfgang Rihm (1977)
- Frederic Rzewski (1981)
- Hermann Scherchen (1923, 1926, 1935)
- Dieter Schnebel (1977)
- Erwin Schulhoff (1930)
- Mátyás Seiber (1953, 1955, 1958)
- Kazimierz Serocki (1961, 1969)
- Heinrich Strobel (1955)
- Hans Heinz Stuckenschmidt (1951)
- Karol Szymanowski (1926)
- Anton Webern (1932, 1936)
- Egon Wellesz (1923, 1925)
- Christian Wolff (1977)
- Iannis Xenakis (1975)

## Estrenos imporantes en los ISCM World Music Days (1923-1980)[6]
- 1923, Salzburgo, Paul Hindemith, Quintett für Streichquartett und Klarinette, op. 30 (Amar-Hindemith-Quartett)
  - William Walton, Streichquartett Nr. 1
- 1924, Praga, Arnold Schönberg, Erwartung, op. 17 (Alexander von Zemlinsky)
  - Alexander von Zemlinsky, Lyrische Suite, op. 18
- 1924, Salzburgo, Ernst Krenek, Streichquartett Nr. 4, op. 24
  - Paul Hindemith, Streichtrio, op. 34
- 1925, Venecia, Hanns Eisler, Duo für Vl/Vc
- 1926, Zürich, Anton Webern, 5 Stücke für Orchester, op. 10
- 1935, Praga, Karl Amadeus Hartmann, Miserae
  - Anton Webern, Konzert für 9 Instrumente, op. 24
- 1936, Barcelona, Alban Berg, Violinkonzert (Louis Krasner)
  - Ernst Krenek, Fragmente aus Karl V.
- 1938, Londres, Anton Webern, Kantate Das Augenlicht, op. 26
  - Anton Webern, Kantate Nr. 1, op. 29
- 1950, Bruselas, Anton Webern, Kantate Nr. 2, op. 32
- 1954, Haifa, André Jolivet, Symphonie Nr. 1
- 1955, Baden-Baden, Pierre Boulez, Le Marteau sans Maître (SWF-Orchester Baden-Baden)
- 1957, Zürich, Arnold Schönberg, Moses und Aron (stage premiere)
- 1960, Colonia, Mauricio Kagel, Anagrama
  - György Ligeti, Apparitions
  - Karlheinz Stockhausen, Kontakte
  - Isang Yun, Streichquartett Nr. 3
  - Bernd Alois Zimmermann, Nobody knows, Konzert für Trompete
- 1961, Viena, Krzysztof Penderecki, Dimensionen der Zeit und Stille
- 1962, Londres, Klaus Huber, Cujus Legibus Rotantur Poli
- 1963, Ámsterdam, Heinz Holliger, Kantate Erde und Himmel
- 1967, Praga, Alois Hába, Streichquartett Nr. 16
- 1968, Varsovia, Friedrich Cerha, Spiegel I
- 1975, París, Peter Ruzicka, Befragung
- 1982, Graz, Dieter Schnebel, Thanatos Eros II
  - Christoph Delz, Die Atmer der Lydia
  - Heinz Holliger, Jahreszeiten (Arnold Schoenberg Chor, Erwin Ortner)
  - Roman Haubenstock-Ramati, Nocturnes II
  - Conlon Nancarrow, Piece for Small Orchestra, String Quartet, Study Nr. 3a, 10, 12, 21, 25, 36, 37, 40b, 41c, 43 for Player Piano
  - , Michael Nyman, A Handsom-Smooth-Sweet-Clear-Stroke: Or Else Play not at All (ORF-Sinfonie Orchester Viena, Lothar Zagrosek)
- 1983, Aarhus, Hans Werner Henze, 3 Concerti Piccoli
  - Witold Lutosławski, Symphony Nr. 3
  - Pascal Dusapin, String Quartet (Arditti Quartet)
  - Iannis Xenakis, Tetra (Arditti Quartet)
- 1984, Toronto/Montreal, Vinko Globokar, Laboratorium
- 1987, Colonia/Bonn/Frankfurt, Giacinto Scelsi, Uaxuctum (Coloniaer Rundfunkchor, Coloniaer Rundfunk-Sinfonieorchester, Hans Zender)
  - Dieter Schnebel, Stichworte - Stichnoten (Dieter Schnebel)
  - Vinko Globokar, Les Emigrés
  - John Cage, Music for 13
- 1989, Ámsterdam, Michael Jarrell, Assonance III
- 1990, Oslo, Unsuk Chin, Troerinnen
  - György Kurtág, Ligatura - Message to Frances-Marie: The Answered Unanswered Question
- 1995, Ruhrgebiet, György Kurtág, Three Messages (Coloniaer Rundfunk-Sinfonieorchester)
  - Toshio Hosokawa, Super Flumina Babylonis (Ensemble Modern, Eberhard Kloke)
  - Walter Zimmermann, Diastasis (Ensemble Modern, Eberhard Kloke)
  - Chaya Czernowin, Amber
  - Kunsu Shim, (untitled)
- 1998, Mánchester, Peter Maxwell Davies, Il Rozzo Martello (BBC Singers)
- 2000, Luxemburgo, Wolfgang Rihm, Jagden und Formen, Zustand X/2000 (Ensemble Modern)
- 2004, Suiza, Johannes Schöllhorn, Rote Asche
- 2006, Stuttgart, Georges Aperghis, Wölfli Kantata (Neue Vocalsolisten Stuttgart, SWR Vokalensemble)
  - Francesco Filidei, Altro Recercar
  - Jennifer Walshe, passenger
  - Samir Odeh-Tamimi, LÁMA POÍM
  - Younghi Pagh-Paan, Mondschatten (Staatsoper, Staatsorchester Stuttgart)
- 2013, Kosice/Bratislava/Viena, Bernhard Lang, Monadologie XXIV…The Stoned Guest
- 2014, Wroclaw, Slawomir Kupczak, Symphony Nr. 2 für 100 Motorräder, elektrische Gitarre, Perkussion und Elektronik
- 2015, Liubliana, Nina Senk, Into the Shades
- 2016, Tongyeong, Yejune Synn, Zoetrope (Changwon Philharmonic Orchestra)
  - Nick Roth, Woodland Heights (Hong Kong New Music Ensemble) Code significant performances at ISCM WMD

## Actuaciones destacadas en los ISCM World Music Days (1923-2019)[6]
- 1923, Salzburgo, Arnold Schönberg, Die hängenden Gärten, op. 15
  - Alban Berg, Streichquartett, op. 3
- 1924, Praga, Arthur Honegger, Pacific 231
  - Serguéi Prokófiev, Concierto para violín
  - Igor Stravinski, Chant du Rossignol
- 1925, Venecia, Maurice Ravel, Tzigane für Vl/Kl
- 1925, Venecia, Igor Stravinski, Piano Sonata
- 1926, Zürich, Paul Hindemith, Konzert für Orchester, op. 38
  - Kurt Weill, Violinkonzert, op. 12
- 1929, Genève, Leoš Janáček, Misa glagolítica
- 1931, Londres, Anton Webern, Symphonie, op. 21
- 1933, Ámsterdam, Igor Stravinski, Symphonie des Psaumes
- 1934, Florencia, Maurice Ravel, Concierto para piano para la mano izquierda
- 1935, Praga, Alban Berg, Lulu-Suite
  - Arnold Schönberg, Variationen für Orchester, op. 31
- 1938, Londres, Olivier Messiaen, La Nativité du Seigneur
- 1942, San Francisco, Paul Hindemith, Symphonie in Es
- 1946, Londres, Béla Bartók, Konzert für Orchester
  - Olivier Messiaen, Quatuor pour la Fin du Temps
  - Arnold Schönberg, Ode an Napoleon Bonaparte, op. 41
- 1951, Frankfurt, Olivier Messiaen, 5 Rechants
- 1952, Salzburgo, Bernd Alois Zimmermann, Violinkonzert
- 1953, Oslo, Zoltán Kodály, Konzert für Orchester
- 1966, Estocolmo, Karlheinz Stockhausen, Kontra-Punkte Nr. 1
- 1957, Zürich, Karl Amadeus Hartmann, Symphonie Nr. 6
- 1958, Estrasburgo, Bernd Alois Zimmermann, Symphonie
- 1959, Roma, Luigi Nono, Incontri per 24 strumenti
- 1959, Napoli, Igor Stravinski, Agon
  - , Igor Stravinski, Pribaoutki
  - Karlheinz Stockhausen, Klavierstück XI
  - Karlheinz Stockhausen, Gesang der Jünglinge
- 1960, Colonia, Karl Amadeus Hartmann, Symphonie Nr. 7
  - Darius Milhaud, Symphonie Nr. 8
- 1961, Viena, Roman Haubenstock-Ramati, Séquences
  - Edgar Varèse, Arcana
- 1963, Ámsterdam, Karl Amadeus Hartmann, Symphonie Nr. 8
  - Pierre Boulez, Piano Sonata Nr. 2
  - Krzysztof Penderecki, Threnos
- 1964, Copenhague, Edgar Varèse, Offrandes
- 1965, Madrid, Krzysztof Penderecki, Stabat mater
  - Arnold Schönberg, A Survivor from Warsaw, op. 46
- 1966, Estocolmo, Karlheinz Stockhausen, Mikrophonie II
  - Edgar Varèse, Octandre
- 1968, Warschau, Klaus Huber, Tenebrae
- 1968, Varsovia, György Ligeti, Réquiem
- 1969, Hamburgo, Roman Haubenstock-Ramati, Symphonie „K“
  - Helmut Lachenmann, Consolation II
  - Bernd Alois Zimmermann, Présence
- 1971, Londres, György Ligeti, Kammerkonzert
  - Salvatore Sciarrino, …Da und Divertimento
- 1971, Londres, Iannis Xenakis, Atrées
  - Mauricio Kagel, Repertoire (from: ’'Staatstheater)
  - Witold Lutosławski, Concierto para violonchelo y orquesta
  - Dieter Schnebel, Glossolalie
- 1980, Jerusalén, György Ligeti, Concierto para violonchelo
- 1981, Bruselas/Gent, Brian Ferneyhough, Time and Motion Study I
  - George Crumb, Eleven Echoes of Autumn
  - Vinko Globokar, La Tromba è mobile
  - Younghi Pagh-Paan, Sori
- 1982, Graz, Hans Werner Henze, Ragtime und Habaneras
  - Mauricio Kagel, Fürst Igor, Strawinsky (Mauricio Kagel, Manos Tsangaris)
  - György Ligeti, Atmosphères (Vienaer Symphoniker)
  - John Cage, Credo in US
  - Pierre Boulez, Improvisation sur Mallarmé II
  - Karlheinz Stockhausen, Kreuzspiel
  - Cornelius Cardew, We Think for the Future (Frederic Rzewski)
  - Luigi Nono, Polifonia, Monodia, Ritmica
  - Luciano Berio, Entrata/Encore
  - Sonny Rollins, Quintet
- 1983, Aarhus, Giacinto Scelsi, String Quartet Nr. 4 (Arditti Quartet)
  - Brian Ferneyhough, String Quartet Nr. 2 (Arditti Quartet)
  - Karlheinz Stockhausen, Mantra
  - Steve Reich, Music for Mallet Instruments, Voices and Organ
  - Georges Aperghis, Récitations pour voix seule (Nos. 1,2,3,8,9,10,14)
  - Arvo Pärt, Fratres
  - Louis Andriessen, Workers Union
  - Klaus Huber, Beati Pauperes II (1979)
  - Tristan Murail, Gondwana
  - Ernst Krenek, Arc of Life (op. 234, 1981)
  - Adriana Hölszky, Space
  - Mauricio Kagel, Dressur
- 1984, Toronto/Montreal, Jonty Harrison, Klang
  - Francis Dhomont, Points de fuite
  - Unsuk Chin, Gestalten
  - Isang Yun, Exemplum in memoriam Kwangju
  - Brian Ferneyhough, Adagissimo (Arditti Quartet)
  - György Kurtág, Quatuor op. 1 (Arditti Quartet)
- 1985, Netherlands, Klaus Huber, …Nudo que ansi juntaís…
  - Luciano Berio, Fa-Si
  - Kaija Saariaho, Verblendungen für grosses Orchester und Zuspielband
  - Helmut Lachenmann, Movement - vor der Erstarrung (Ensemble Modern, Lothar Zagrosek)
  - Karlheinz Stockhausen, Klavierstück XII
- 1986, Budapest, Luigi Nono, A Carlo Scarpa architetto ai suoi infiniti possibili
  - Samuel Beckett, Acte sans paroles (I. Thirst, II. Mr. A and Mr. B)
  - György Ligeti, Aventures
- 1987, Colonia/Bonn/Frankfurt, Giacinto Scelsi, Ein Blitzstrahl… und der Himmel öffnete sich (Coloniaer Rundfunkchor, Coloniaer Rundfunk-Sinfonieorchester, Hans Zender)
  - Giacinto Scelsi, Hurqualia – Ein anderes Königreich (Coloniaer Rundfunk-Sinfonieorchester, Hans Zender)
  - Giacinto Scelsi, Hymnos (Coloniaer Rundfunk-Sinfonieorchester, Hans Zender)
  - Carola Bauckholt, Die faule Vernunft
  - Hans Zender, Hölderlin lesen
  - Luigi Nono, Fragmente - Stille an Diotima
  - The Lost Chord’' (Phil Minton, Christian Marclay, Günter Christmann, Torsten Müller)
  - Christian Wolff, Long Peace March (Ensemble Modern, Ingo Metzmacher)
  - Iannis Xenakis, Jalons (Ensemble Intercontemporain, Arturo Tamayo)
  - Klaus Huber, Erinnere dich an G... (Ensemble Intercontemporain, Arturo Tamayo)
  - Pascal Dusapin, Niobé ou le rocher de Sipyle (Ensemble Intercontemporain, Arturo Tamayo)
  - Michael Gielen, Ein Tag tritt hervor
  - Mauricio Kagel, Ein Brief
  - Wolfgang Rihm, Chiffre VII
  - Heiner Goebbels, Thränen des Vaterlandes
  - Karlheinz Stockhausen, Xi, Drachenkampf und Argument, Vision und Donnerstags-Abschied (Michaels Abschied), (Karlheinz Stockhausen, Kathinka Pasveer, Markus Stockhausen, Nicholas Isherwood, Mike Svoboda, Andreas Boettger, Julian Pike, Michael Obst, Michèle Noiret, Jean Christian Jalon)
- 1988, Hong Kong, Morton Feldman, Palais de mari
  - John Cage, Song Books I-II
  - Brian Ferneyhough, String Quartet Nr. 3
  - Philip Glass, Opening
  - Gérard Grisey, Talea
  - Hans Werner Henze, El Cimarrón
  - Liza Lim, Pompes Funèbres
  - Helmut Lachenmann, Staub
  - Tan Dun, In Distance
  - Toru Takemitsu, Orion and the Pleiades
- 1989, Ámsterdam, Unsuk Chin, Canzone II
  - Unsuk Chin, Gradus ad infinitum
  - Stefano Gervasoni, Un recitativo
  - Fausto Romitelli, Have your trip
  - Kaija Saariaho, Nymphea (Arditti Quartet)
- 1990, Oslo, Uros Rojko, Der Atem der verletzten Zeit
  - Iannis Xenakis, Epicycles
  - Alfred Schnittke, Concerto Grosso I
  - Giacinto Scelsi, Ygghur
  - Louis Andriessen, La Voce
  - John Adams, Shaker Loops
  - Daniel Ott, Zampugn
  - Mauricio Kagel, Musik für Tasteninstrumente und Orchester
  - Toru Takemitsu, Rain Spell
  - György Ligeti, Ramifications
  - Krzysztof Penderecki, Viola concerto
  - Vinko Globokar, Kolo
  - Tristan Murail, Allégories
  - Gérard Grisey, Partiels
- 1991, Zürich, Rolf Liebermann, 3x1=CH+X
  - Klaus Huber, Erniedrigt – geknechtet – verlassen – verachtet...
  - Heinz Holliger, Scardanelli-Zyklus
  - Karlheinz Stockhausen, In Freundschaft
  - Karlheinz Stockhausen, Mikrophonie I
  - Wolfgang Rihm, Hölderlin-Fragmente
  - Friedrich Cerha, 2nd String Quartet
  - Liza Lim, Voodoo Child
  - Mauricio Kagel, Sonant
- 1992, Varsovia, Krzysztof Penderecki, The Devils of Loudun
  - Matthias Pintscher, 2nd String Quartet
  - Daniel Ott, Molto semplicemente
  - Hans Wüthrich-Mathez, Annäherungen an Gegenwart
  - Henryk Mikołaj Górecki, Beatus Vir
- 1993, Ciudad de México, Helmut Lachenmann, Reigen seliger Geister (Arditti Quartet)
  - Brian Ferneyhough, 4th String Quartet (Arditti Quartet)
  - Hilda Paredes, Oxkintok
  - Salvatore Sciarrino, Esplorazione del bianco
  - Conlon Nancarrow, Estudios #21 (canon X), #3a (from Boogie-Woogie Suite), #36, #12, #29, #43, Cuarteto n.º 1, #37, #41c, Contraption #1, Toccata for violin and mechanic piano, Cuarteto n.º 3 (Arditti Quartet)
- 1994, Estocolmo, Caspar Johannes Walter, Durchscheinende Etüden, Simultankonzept IV
  - Fausto Romitelli, La Sabbia del Tempo
  - Uros Rojko, Et puis plus rien le rève
  - Klaus Huber, Des Dichters Pflug
  - Rolf Riehm, Weeds in Ophelia’s Hair
  - Henri Pousseur, Scambi
  - Luciano Berio, Perspectives
- 1995, Ruhrgebiet, Peter Eötvös, Psychokosmos
  - György Kurtág, Grabstein für Stephan op. 15c (Coloniaer Rundfunk-Sinfonieorchester)
  - György Kurtág, Stele op. 33 (Coloniaer Rundfunk-Sinfonieorchester)
  - Luigi Nono, Caminantes … Ayacucho (Experimentalstudio der Heinrich-Strobel-Stiftung des SWF)
  - George Crumb, Echoes of Time and the River, Four Processionals for Orchestra
  - Morton Feldman, Piano and Orchestra
  - Giacinto Scelsi, Hymnos
  - Olga Neuwirth, Spleen
  - Georg Friedrich Haas, Nacht-Schatten (Klangforum Viena, Peter Rundel)
  - Beat Furrer, Studie II - A un moment de terre perdu (Klangforum Viena, Peter Rundel)
  - Hans Werner Henze, Symphonie Nr. 7 (BBC Symphony Orchestra Londres, Peter Eötvös)
  - John Cage, FOUR for string quartet (Arditti Quartet)
  - Sam Hayden, Picking Up the Pieces
- 1996, København, Caspar Johannes Walter, Durchscheinende Etüden I-VIII/c
  - Olga Neuwirth, Sans Soleil
  - Unsuk Chin, Akrostichon-Wortspiel
  - Francis Dhomont, Espace/Escape
  - Jonathan Harvey, Advaya
  - Carola Bauckholt, In gewohnter Umgebung II
  - Alban Berg, Lulu
  - Mauricio Kagel, Interview avec D.
  - Toshio Hosokawa, Interim
  - Elliott Carter, Con Leggerezza Pensosa
- 1997, Seúl, Gilbert Amy, Trois Scènes
  - Brian Ferneyhough, On Stellar Magnitudes
  - Mauricio Kagel, Westen
  - Carola Bauckholt, Treibstoff
  - Gérard Grisey, Les Chants de l’Amour
  - Thomas Kessler, Voice Control
  - John Cage, Music for Five
  - Isang Yun, Concierto para violín
- 1998, Mánchester, Peter Maxwell Davies, Worldes Blis (BBC Symphony Orchestra Londres, Sir Peter Maxwell Davies)
  - Sofia Gubaidulina, De profundis
  - Harrison Birtwistle, Pulse Shadows (Arditti Quartet)
  - Luciano Berio, Glosse (Arditti Quartet)
  - Brian Ferneyhough, Trío de cuerdas (Arditti Quartet)
  - Just before (Rosas Dance Company, Anne Teresa De Keersmaeker), Ictus Ensemble,
  - Beat Furrer, Time Out
  - Luciano Berio, Ekphrasis (continuo II), (Hallé Orchestra,Kent Nagano)
  - Kaija Saariaho, Château de l’âme, (Hallé Orchestra, Kent Nagano)
  - Salvatore Sciarrino, Waiting for the Wing
  - Olivier Messiaen, Cinq Rechants (BBC Singers)
  - Mauricio Kagel, Orchestrion-Straat (Londres Sinfonietta,James Wood)
- 1999, Romania/Moldavia, Rebecca Saunders, Into the Blue
- 2000, Luxemburgo, Morton Feldman, For Philip Guston
  - Moritz Eggert, Der Andere (after the novel The Outsider by H.P. Lovecraft)
  - Mauricio Kagel, Duodramen
  - Tan Dun, The Gate, Orchestral Theatre IV (BBC Symphony Orchestra, Tan Dun)
- 2002, Hong Kong, Krzysztof Penderecki, Concerto Grosso
  - Terry Riley, In C
  - Thomas Adès, Arcadiana
  - Shintaro Imai, La litte bleue
  - Kaija Saariaho, Graal Theatre
  - Guo Wenjing, Melodies of Western Yunnan
- 2003, Slovenia, John Zorn, Contes de fées
  - Friedrich Cerha, Five Pieces
  - Krzysztof Penderecki, Sinfonietta n.º 2 (RTV Slovenia Symphony Orchestra)
  - Philippe Manoury, Metal (Percussions de Strasbourg)
  - Klaus Huber, Intarsi
  - Vinko Globokar, Zlom, Blinde Zeit, Eppure si muove (Klangforum Viena, Vinko Globokar)
- 2004, Suiza, Carola Bauckholt, Hubschrauber
  - Oscar Bianchi, De rerum natura
  - Elliott Carter, Dialogues pour piano et orchestre (Orchestre de Chambre de Lausanne)
  - Unsuk Chin, Concierto para violín
  - Brian Ferneyhough, Opus Contra Naturam (Ensemble Contrechamps)
  - Lars Petter Hagen, Voices to voices, lip to lip
  - Michael Jarrell, Abschied (Ensemble Contrechamps)
  - Heinz Holliger, Turm Musik (Orchestre de Chambre de Lausanne)
- 2005, Zagreb, Aaron Cassidy, Metallic Dust
  - Panayiotis Kokoras, Holophony
  - Wolfgang Rihm, Chiffre VI
  - Fausto Romitelli, Amok Koma
  - Beat Furrer, Presto con fuoco
  - Uri Caine, Trio
- 2006, Stuttgart, German Toro-Pérez, Stadtplan von New York (ensemble mosaik, Enno Poppe)
  - Mauricio Kagel, Phonophonie
  - Johannes Kreidler, RAM microsystems
  - Panayiotis Kokoras, Paranormal
  - Dai Fujikura, Okeanos Breeze (Ensemble recherche)
  - Jennifer Walshe, meanwhile, back at the ranch
  - Fausto Romitelli, An Index of Metals (Ensemble musikFabrik, Barbara Hannigan)
  - Julio Estrada, Murmullos del páramo (Neue Vocalsolisten Stuttgart, Mike Svoboda, Ko Ishikawa, Stefano Scodanibbio, Llorenç Barber, Magnus Andersson)
- 2013, Kosice/Bratislava/Viena, Unsuk Chin, snagS&Snarls
  - Beat Furrer, Phasma
  - Arvo Pärt, Spiegel im Spiegel
  - Kaija Saariaho, Aile du songe
  - Jennifer Walshe, Silently & Very fast* 2014, Wroclaw, Thomas Vaquié, O (Omicron)
- 2014, Wroclaw, Frederik Neyrinck, Contr’Action II (Klangforum Viena)
  - Samuel Holloway, Village (Klangforum Viena)
  - Pierluigi Billone, Eben und anders (Klangforum Viena)
  - Peter Eötvös, Angels in America
  - Krzysztof Penderecki, Paradise Lost
  - Ryoji Ikeda, Datamatics
  - György Ligeti, Lux Aeterna
  - Stefan Prins, Piano Hero #1
- 2015, Liubliana, Hector Parra, inFALL
  - Vito Zuraj, Hawk-Eye
- 2016, Tongyeong, Isao Matsushita, Prayer of the Firmament (Changwon Philharmonic Orchestra)
  - Pierre Boulez, Dérive (Hong Kong New Music Ensemble)
  - Randolph Peters, Hallucinations (Gyeonggi Philharmonic Orchestra)
- 2018, Beijing, Jia Guoping, The Pine-soughing Valley (China National Symphony Orchestra)
  - Caleb Burhans, Escape Wisconsin (Alarm Remix) (Alarm Will Sound)
  - Guo Wenjing, Wild Fire (Bamboo Flute Concerto Nr. 2) (Hanzhou Philharmonic Orchestra)
  - Wim Henderickx, Blossoming. Three Prayers for a Better World (Estonian Philharmonic Chamber Choir, Kaspars Putnins)
  - Alexander Schubert, Star Me Kitten
  - Stefan Prins, Generation Kill - offspring 1
  - Liza Lim, Burning House